# 寺田体育の日
寺田 体育の日（てらだ たいいくのひ、1962年4月5日 - ）は、日本のお笑い芸人。

## 来歴・人物
本名、寺田 弘治（てらだ こうじ）。愛称は寺ちゃん。米国ニューヨーク州で生まれ、5歳から練馬区で育つ。聖望学園高校→東京経済大学卒業。大川興業所属（副総裁）。血液型A型。身長176cm。妻と子ども2人の4人家族。
父親は総合商社丸紅に勤務するサラリーマン、母親は公文式の指導者をしていた。姉はアーティストの寺田真由美。
東映映画研究所、倉田アクションクラブを経て、1987年、大川興業に入社。1989年から2001年までフランキー為谷と漫才コンビ「ふうりんかざん」として活動。「突撃!お笑い風林火山」の準レギュラーを掴みつつあった時期に母親とイタリア旅行に出かけるなど、チャンスを活かしきれなかった。その後為谷が大川興業を退社し解散。『浅草橋ヤング洋品店』では、「東京からひたすら東に向かうマラソン」という企画で江頭2:50のライバル役として出ていた。
また、大学在学中の20歳の時に暴走族に入るなど異色の経歴の持ち主でもある（ちなみに、暴走族内では「大学」というニックネームで呼ばれていた）。
ボディビルを嗜んでおり、大川興業きっての肉体派である。大川豊いわく『族上がりのボディビルダー』。東京ボディビル選手権に出場経験を持つ。
玉置ピンチ!とのコンビ「一度は売れ隊」で活躍していた。寺田のツッコミが強烈すぎて、漫才を15分やると玉置が倒れて救急車を呼ばなければならなくなるため、8分が限界だった。その後玉置が事実上退職し自然消滅。
また、2000年よりアパート経営も行っている。
若手芸人の育成に力を入れており、江頭2:50からは「大川興業のブッチャーブラザーズ」と称された。
江頭のネット番組のアシスタントや営業イベントでは司会を務めることが多かった。 時々江頭と組んだコンビ「江頭2:50と副総裁」として活動もしていた。その後2020年に江頭が大川興業を退社しばんぺいゆマネジメントへ移籍したためコンビ解消。

## 出演

### テレビドラマ
- 蛙男商会のホラーナイト（2007年、MBS） - 順平 役

### 映画
- 裁判長!ここは懲役4年でどうすか（2010年、ゼアリズエンタープライズ） - 大垣検察官 役

### ゲーム
- 江戸もの（2005年、グローバル・A・エンタテインメント） - 金蔵 役
- 大江戸千両箱　- 金蔵 役

### Web番組（レギュラー出演）
- がんばれ!エガちゃんピン (BeeTV)　全13回
- がんばれ!エガちゃんピン2 (BeeTV) 全12回
- がんばれ!エガちゃんピン3 (BeeTV)
- がんばれ!エガちゃんピン4 (BeeTV) 2012年5月
- 大川興業のインデペンデンス・デイ 2020年9月8日 -